# Brezovo Polje (Bośnia i Hercegowina)
Brezovo Polje – wieś w Bośni i Hercegowinie, w dystrykcie Brczko. W 2013 roku liczyła 1292 mieszkańców, z czego większość stanowili Boszniacy.